# Censo chileno de 1907
El VIII Censo Nacional de Población de Chile, fue realizado en el 28 de noviembre de 1907, en las inmediaciones del primer centenario, en medio de un país convulsionado por voces disidentes que alzan ante la justicia y orden social imperantes. El censo correspondía a 1905, pero fue postergado hasta 1907 dadas las circunstancias económicas y sociales. 
Este censo fue obra de la modernidad y representó un cambio significativo en comparación a lo que habían sido las experiencias anteriores. Se inicia de este modo una serie de avances ininterrumpidos en la técnica que perfecciona y valida el instrumento, que puede ser reflejo fiel de la nueva realidad que vive el país.
Se incorporan las colonias de Magallanes, los territorios anexados del norte, a los de las islas del pacífico que pertenecen a soberanía chilena y todo chileno que haya sido incorporado voluntaria o involuntariamente. Pese a todo, las nuevas comunidades indígenas permanecen separadas de la cuantificación oficial y debe someterse a una encuesta distinta: el censo de indios. Así se ve truncado el proceso de integración.

## Resultados generales
| Población total  | 3 214 561 | 100  |
| Total Hombres    | 1 606 866 | 50   |
| Total Mujeres    | 1 607 695 | 50   |
| Población Urbana | 1 407 908 | 43,7 |
| Población Rural  | 1 806 653 | 57,3 |
| Nacionales       | 3 104 755 | 96,6 |
| Extranjeros      | 109 806   | 3,4  |

| Sordo-Mudos | 2336 | 0,07 |
| Sordos      | 3219 | 0,1  |
| Ciegos      | 2693 | 0,08 |

| Alfabetos           | 1 284 199 | 39,9 |
| Hombres Alfabetos   | 674 883   | 42   |
| Mujeres Alfabetas   | 609 316   | 37,9 |
| Analfabetos         | 1 930 362 | 60   |
| Hombres Analfabetos | 931 983   | 58   |
| Mujeres Analfabetas | 998 379   | 62,1 |

| Católicos      | 3 155 242 | 98,1  |
| Protestantes   | 31 621    | 0,9   |
| Judíos         | 90        | 0,002 |
| Musulmanes     | 1 498     | 0,04  |
| Budistas       | 452       | 0,01  |
| Confucionistas | 1547      | 0,04  |
| Paganos        | 24 105    | 0,7   |
| Sin Religión   | 3855      | 0,2   |

| Indios Araucanos  | 101 118 | 100  |
| Hombres Indígenas | 49 719  | 49,1 |
| Mujeres Indígenas | 51 399  | 50,9 |

## Resultados por provincia
| N.º | Provincia   | Población (1907) | Población (1895) | Variación |
| --- | ----------- | ---------------- | ---------------- | --------- |
| 1   | Santiago    | 516.870          | 415.636          | 24,4%     |
| 2   | Valparaíso  | 281.385          | 220.756          | 27,5%     |
| 3   | Concepción  | 216.994          | 188.190          | 15,3%     |
| 4   | Coquimbo    | 175.021          | 160.898          | 8,8%      |
| 5   | Ñuble       | 166.245          | 152.985          | 8,7%      |
| 6   | Colchagua   | 159.030          | 157.566          | 0,9%      |
| 7   | Cautín      | 139.553          | 78.221           | 78,4%     |
| 8   | Talca       | 131.957          | 128.961          | 2,3%      |
| 9   | Aconcagua   | 128.486          | 113.165          | 13,5%     |
| 10  | Valdivia    | 118.277          | 60.687           | 94,9%     |
| 11  | Antofagasta | 113.323          | 44.685           | 153,6%    |
| 12  | Maule       | 110.316          | 119.791          | -7,9%     |
| 13  | Tarapacá    | 110.036          | 89.751           | 22,6%     |
| 14  | Malleco     | 109.775          | 98.032           | 12,0%     |
| 15  | Linares     | 109.363          | 101.858          | 7,4%      |
| 16  | Curicó      | 107.095          | 103.242          | 3,7%      |
| 17  | Llanquihue  | 105.043          | 78.815           | 33,3%     |
| 18  | Bio Bío     | 97.968           | 88.749           | 10,4%     |
| 19  | O'higgins   | 92.339           | 85.277           | 8,3%      |
| 20  | Chiloé      | 88.619           | 77.750           | 14,0%     |
| 21  | Atacama     | 63.968           | 59.713           | 7,1%      |
| 22  | Arauco      | 61.538           | 59.237           | 3,9%      |
| 23  | Tacna       | 28.748           | 24.160           | 19,0%     |
| 24  | Magallanes  | 17.330           | 5.170            | 235,2%    |

## Ciudades más pobladas
| N.º | Ciudad       | Provincia   | Población (1907) |
| --- | ------------ | ----------- | ---------------- |
| 1   | Santiago     | Santiago    | 332.724          |
| 2   | Valparaíso   | Valparaíso  | 190.951          |
| 3   | Concepción   | Concepción  | 55.330           |
| 4   | Iquique      | Tarapacá    | 40.171           |
| 5   | Talca        | Talca       | 38.040           |
| 6   | Chillán      | Ñuble       | 34.269           |
| 7   | Antofagasta  | Antofagasta | 32.496           |
| 8   | Talcahuano   | Concepción  | 18.209           |
| 9   | Curicó       | Curicó      | 17.573           |
| 10  | Temuco       | Cautín      | 16.037           |
| 11  | La Serena    | Coquimbo    | 15.996           |
| 12  | Valdivia     | Valdivia    | 15.229           |
| 13  | Coronel      | Concepción  | 12.921           |
| 14  | Punta Arenas | Magallanes  | 12.199           |
| 15  | Coquimbo     | Coquimbo    | 12.106           |
| 16  | Los Ángeles  | Bio Bío     | 11.961           |
| 17  | Taltal       | Antofagasta | 11.457           |
| 18  | Quillota     | Valparaíso  | 11.449           |
| 19  | Linares      | Linares     | 11.122           |
| 20  | Lota         | Concepción  | 10.732           |

## Fuente
- Sobre el Censo de Población de 1907, consultar la obra de la historiadora Jenny Monsalve Neira: Retratos de nuestra identidad: Los Censos de población en Chile y su evolución histórica hacia el Bicentenario publicado por el Instituto Nacional de Estadísticas en el año 2009: [Publicación "Retratos de nuestra identidad", en Biblioteca del Congreso Nacional: https://obtienearchivo.bcn.cl/obtienearchivo?id=documentos/10221.1/11200/1/Retratos%20de%20nuestra%20identidad.pdf]

- Datos: Q5760495